# Эдмундс, Иан
И́ан Э́дмундс (англ. Ian Edmunds; род. 25 августа 1961, неизвестно) — австралийский гребец, выступавший за сборную Австралии по академической гребле в первой половине 1980-х годов. Бронзовый призёр летних Олимпийских игр в Лос-Анджелесе, обладатель бронзовой медали чемпионата мира, победитель и призёр многих регат международного значения.

## Биография
Иан Эдмундс родился 25 августа 1961 года в Квинсленде, Австралия. Проходил подготовку в гребном клубе Квинслендского университета.
Первого серьёзного успеха на международной арене добился в сезоне 1982 года, когда вошёл в состав австралийской национальной сборной и побывал на молодёжном чемпионате мира в Австрии, откуда привёз награду серебряного достоинства, выигранную в зачёте распашных рулевых четвёрок — в финале его обошла только команда из ФРГ.
В 1983 году на взрослом мировом первенстве в Дуйсбурге завоевал бронзовую медаль в восьмёрках, уступив экипажам из Новой Зеландии и Восточной Германии.
Благодаря череде удачных выступлений удостоился права защищать честь страны на летних Олимпийских играх 1984 года в Лос-Анджелесе — в составе экипажа, куда также вошли гребцы Джеймс Баттерсби, Стивен Эванс, Клайд Хефер, Крейг Мюллер, Сэмюэль Паттон, Ион Попа, Гэвин Тредголд и рулевой Тим Виллуби, показал в распашных восьмёрках третий результат, финишировав позади сборных Канады и США, и получил таким образом бронзовую олимпийскую медаль (это был первый раз с 1968 года, когда австралийцам удалось попасть в число призёров в данной дисциплине).
Его дочь Мэделин Эдмундс впоследствии тоже стала достаточно известной гребчихой, участвовала в Олимпиаде 2016 года в Рио-де-Жанейро.